# Jimmy Santos

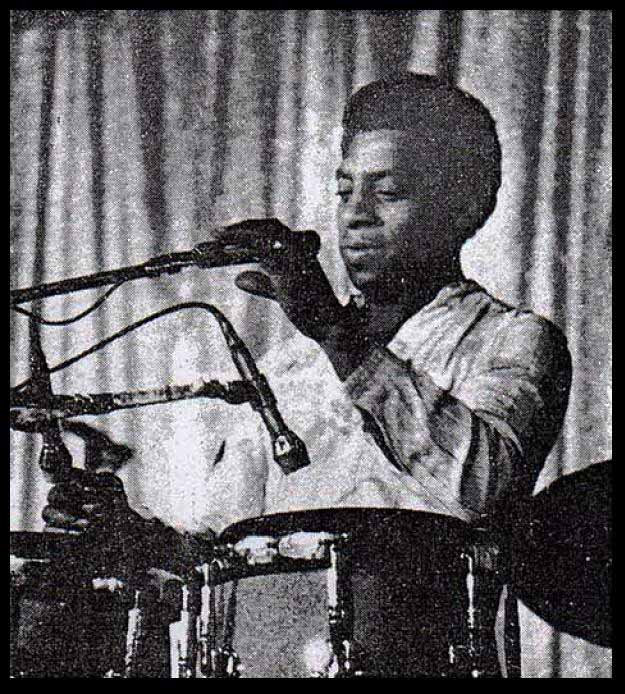
Jimmy Santos, Buenos Aires, 1978.

Jimmy Santos ist ein afro-uruguayischer Sänger und Perkussionist.
Sein Tätigkeitsbereich ist dabei neben dem Candombe und anderen afro-platensischen Rhythmen auch der Jazz und Rock.
1977 trat er Raíces bei, einer Candombe-Rock- und Jazz-Band.

## Diskographie Jimmy Santos mit Raíces
- B.O.V. Dombe, 1978[1]
- Los habitantes de la rutina, 1980
- Ey Bo Road, 1987
- Empalme, 1995